# Porpoise (Schiff)
Die USS Porpoise war eine 1835 gebaute Brigantine der Vereinigten Staaten.
Ihr Stapellauf war am 31. Mai 1836. Sie war eines der beiden Schiffe der United States Exploring Expedition (1838–1843) unter der Leitung von Charles Wilkes, ihr Kapitän war Cadwalader Ringgold (1802–1867). Bei dieser Forschungsreise war sie 1840 zu Kartierung der Küstenlinie des heute als Wilkesland bekannten Teils Ostantarktikas im Einsatz. Dabei traf das Schiff am 29. Januar 1840 auf die  Dritte Französische Antarktisexpedition (1837–1840) unter der Leitung von Jules Dumont d’Urville.
Später war sie als Patrouillenschiff vor der Westküste Afrikas zur Unterbindung des dortigen Sklavenhandels und von 1846 bis 1848 im Mexikanisch-Amerikanischen Krieg im Einsatz. Nachdem sie 1852 vorübergehend stillgelegt worden war, nahm sie unter dem Kommando Ringgolds an der North Pacific Exploring and Surveying Expedition (1853–1856) teil. Im September 1854 ging sie im Chinesischen Meer verschollen.